# Prasinocyma pupillata
Prasinocyma pupillata là một loài bướm đêm trong họ Geometridae.